# 趙源熙
趙 源熙（チョ・ウォニ、Cho Won-Hee、조원희、1983年4月17日 - ） は、大韓民国・ソウル特別市出身の元同国代表サッカー選手。現役時代のポジションはMF（ディフェンシブハーフ）、DF（右サイドバック）。「源熈」とも表記される。

## 経歴
スタミナと高い戦術眼をそなえ、闘志あふれるプレースタイルから「韓国のガットゥーゾ」と称される。
2005年までは右サイドバックだったが、ディフェンシブハーフにコンバートされ新境地を開いた。韓国代表では金南一とダブルボランチを組み、攻守の要として欠かせない存在であった。代表デビュー戦となった2005年10月12日のイラン戦で代表初ゴールを挙げている。2006 FIFAワールドカップでは代表メンバーに選ばれたが試合出場はなかった。
2011年2月、フリートランファーでCリーグの広州恒大足球倶楽部に移籍が決まった。
2014年7月8日、Jリーグの大宮アルディージャに移籍した。
2015年、ソウルイーランドFCに移籍した。
2016年、水原三星ブルーウィングスに移籍した。
2020年、水原FCでコーチ兼任で現役復帰した。

## 所属クラブ
- 2002  蔚山現代FC
- 2003-2004  光州尚武フェニックス
- 2005-2008  水原三星ブルーウィングス
- 2009-2011  ウィガン・アスレティックFC
  - 2010  水原三星ブルーウィングス (レンタル)
- 2011-2012  広州恒大足球倶楽部
- 2013  武漢卓爾足球倶楽部
  - 2014  慶南FC (レンタル)
- 2014  大宮アルディージャ
- 2015  ソウルイーランドFC
- 2016-2020  水原三星ブルーウィングス
- 2020  水原FC

## 個人成績
| 国内大会個人成績 | 国内大会個人成績 | 国内大会個人成績 | 国内大会個人成績 | 国内大会個人成績 | 国内大会個人成績 | 国内大会個人成績 | 国内大会個人成績 | 国内大会個人成績 | 国内大会個人成績 | 国内大会個人成績 | 国内大会個人成績 |
| 年度             | クラブ           | 背番号           | リーグ           | リーグ戦         | リーグ戦         | リーグ杯         | リーグ杯         | オープン杯       | オープン杯       | 期間通算         | 期間通算         |
| 年度             | クラブ           | 背番号           | リーグ           | 出場             | 得点             | 出場             | 得点             | 出場             | 得点             | 出場             | 得点             |
| 日本             | 日本             | 日本             | 日本             | リーグ戦         | リーグ戦         | リーグ杯         | リーグ杯         | 天皇杯           | 天皇杯           | 期間通算         | 期間通算         |
| ---------------- | ---------------- | ---------------- | ---------------- | ---------------- | ---------------- | ---------------- | ---------------- | ---------------- | ---------------- | ---------------- | ---------------- |
| 2014             | 大宮             | 13               | J1               | 4                | 0                | 0                | 0                |                  |                  |                  |                  |
| 通算             | 日本             | 日本             | J1               | 4                | 0                | 0                | 0                |                  |                  |                  |                  |
| 総通算           | 総通算           | 総通算           | 総通算           | 4                | 0                | 0                | 0                |                  |                  |                  |                  |

## 代表歴

### 出場大会
- 韓国代表
  - 2005年10月12日 - A代表初出場、初ゴール - イラン戦
  - 2006年 ワールドカップ (グループリーグ敗退)

### 試合数
- 国際Aマッチ 38試合 1得点（2005年-2009年）[1]

| 韓国代表 | 国際Aマッチ | 国際Aマッチ |
| 年       | 出場        | 得点        |
| -------- | ----------- | ----------- |
| 2005     | 4           | 1           |
| 2006     | 12          | 0           |
| 2007     | 0           | 0           |
| 2008     | 12          | 0           |
| 2009     | 10          | 0           |
| 通算     | 38          | 1           |

## 獲得タイトル
- Kリーグベストイレブン (2005年、2008年)